# Gare de Fleurieux-sur-l'Arbresle
La gare de Fleurieux-sur-l'Arbresle est une gare ferroviaire française située sur la commune de Fleurieux-sur-l'Arbresle dans le département du Rhône et la région Auvergne-Rhône-Alpes.

## Service des voyageurs

### Accueil
Halte SNCF, c'est un point d'arrêt non géré (PANG) à entrée libre.

### Dessertes
Fleurieux-sur-l'Arbresle est desservie par des trains du réseau TER Auvergne-Rhône-Alpes (ligne Sain-Bel - Lyon).